# Maria Borrico
Maria Borrico va ser una cantaora espanyola. Pareix que aquesta cantaora va ser gitana i que va néixer en San Fernando o Jerez de la Frontera a mitjans del segle xix. Demófilo, en canvi, la situa a l'Illa de San Fernando. És considerada com una de les primeres dones que van cantar per seguiriyas. Es va admetent que va compondre diversos estils flamencs. D'aquests estils s'ha fet cèlebre el que s'empra com cambio o cabal. La lletra atribuïda a Maria Borrico és aquesta:
"Dice mi compañera
que no la quiero;
cuando la miro, la miro a la cara

yo el sentío pierdo"
Amb aquesta variant —escriu P. Camacho Galindo— li hagués bastat amb cobrir-se de glòria, com es va cobrir, Maria Borrico, ja que el seu cante de remate o cambio va ser triat pels més famosos cantaores contemporánis —Silverio mateix i posteriors. La seguiriya de Maria Borrico ha estat emprada com final o "coda" de la Serrana, Seguiriya i Liviana. Es tracta d'una forma especial de seguiriya que requereix bones qualitats cantaores, a causa del contrast de les seves tonalitats. Es tracta d'una seguiriya primitiva, però de molta qualitat musical. Val a dir que la presencia de la dona ha sigut bàsica en la formació i desenvolupament dels cantes flamencs.